# Plac Miast Partnerskich w Katowicach
Plac Miast Partnerskich w Katowicach − plac położony w katowickiej dzielnicy Ligota-Panewniki, pomiędzy ul. Koszalińską, ul. Słupską i ul. Świdnicką. Jest potocznie nazywany placem centralnym Ligoty.

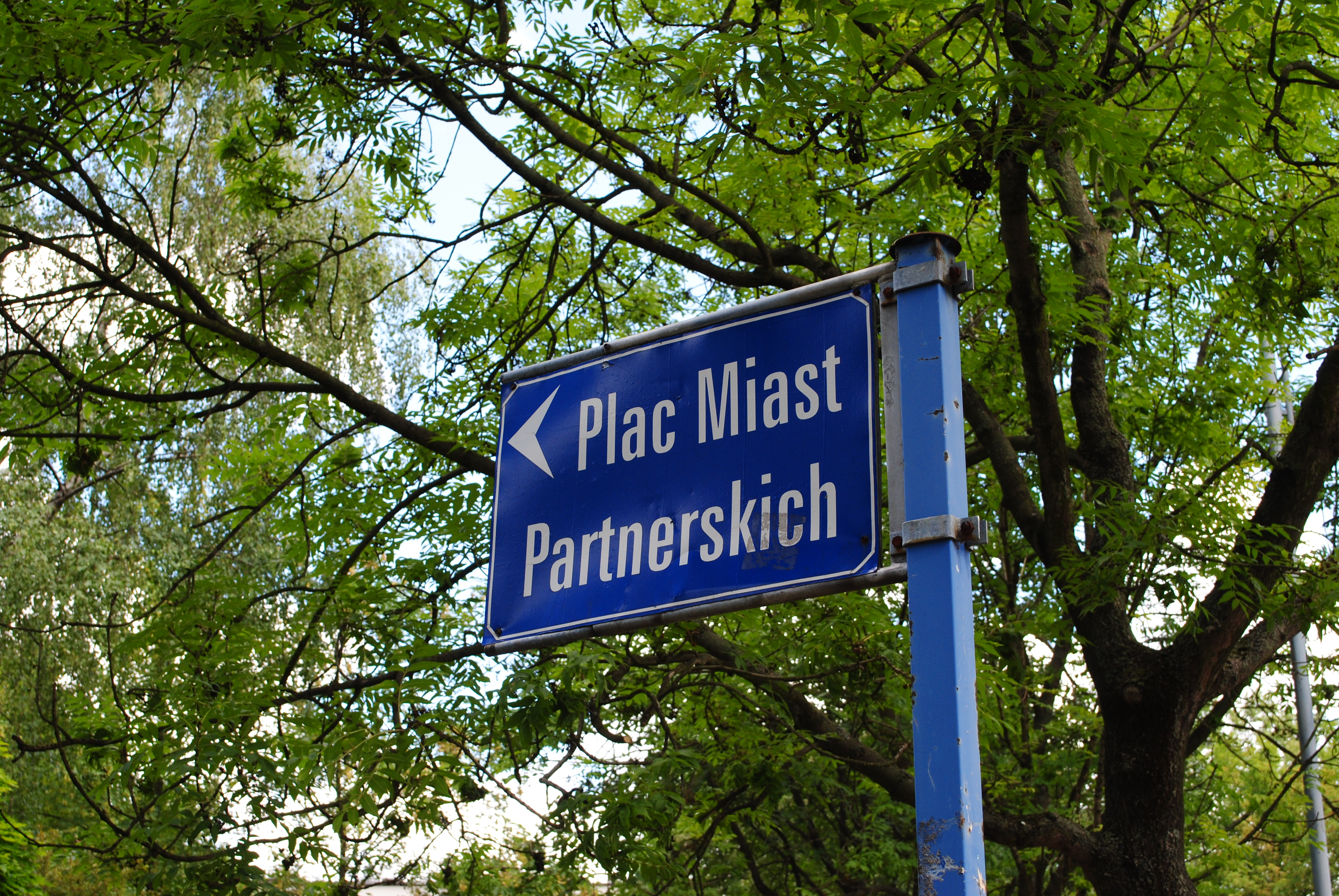
Tabliczka informacyjna

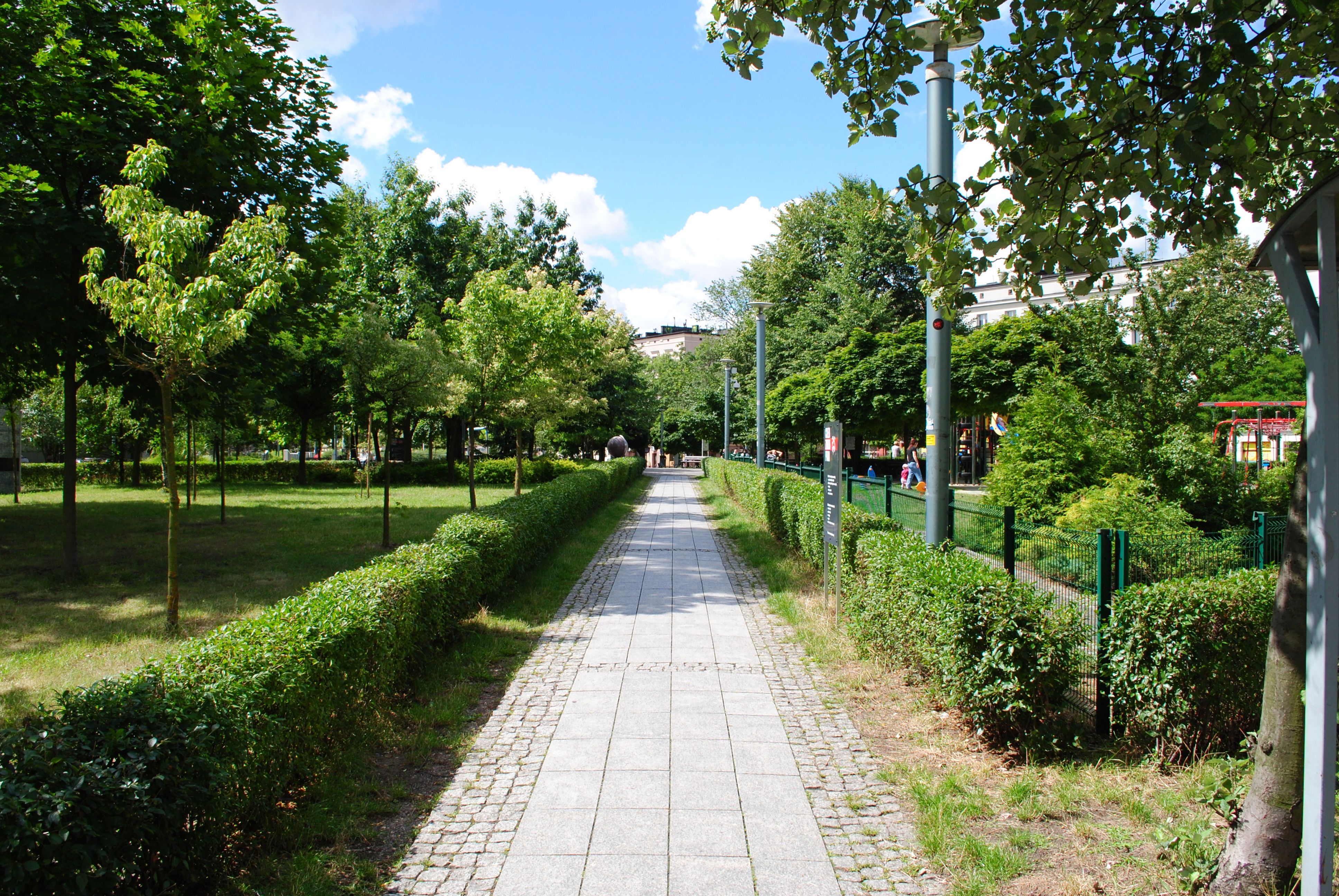
Plac Miast Partnerskich w Ligocie

Plac powstał w drugiej połowie XX wieku jako osiedlowy skwer, jednak nie posiadał nazwy. Nazwa placu została wprowadzona uchwałą Rady Miasta Katowice nr LVIII/1196/10 z 31 maja 2010. Uchwała weszła w życie 26 lipca 2010.
W 2010 plac zmodernizowano. Powstał plac zabaw dla dzieci oraz wybieg dla psów, położono nową kostkę brukową (naprzemiennie granitową i betonową), zasadzono nową trawę i drzewa. W centralnym miejscu placu umieszczono wykonany z granitu podświetlany globus, wokół którego zaznaczone są kierunki i odległości do wszystkich miast partnerskich Katowic. Krawężniki obniżono, by na skwer mogły wjeżdżać wózki inwalidzkie.
Po generalnym remoncie, kosztującym około miliona złotych, 22 października 2010 odbyło się uroczyste otwarcie placu, któremu towarzyszył koncert Orkiestry Dętej KWK Murcki-Staszic, występ zespołu mażoretek „Akcent” z Miejskiego Domu Kultury „Ligota”.